# Sfântul Calinic de la Cernica
Sfântul Calinic de la Cernica (n. 7 octombrie 1787 – d. 11 aprilie 1868) a fost un călugăr, ctitor de biserici, teolog, stareț al Mânăstirii Cernica și episcop al Râmnicului.

## Copilăria și tinerețea
S-a născut pe 7 octombrie 1787 în București, în mahalaua Sfântului Visarion, fiul unor târgoveți de condiție medie, Antonie și Floarea Antonescu. A fost botezat cu numele Constantin, nașă fiindu-i Luxandra Văcărescu, soția banului Barbu Văcărescu și mama poetului Ienăchiță Văcărescu. A urmat cursurile unei școli românești de pe lângă o biserică, (Colțea, sau poate Sfântul Gheorghe Nou), aici învățând și limba greacă. În 1807, mai înainte ca să fi împlinit 20 de ani, tânărul Constantin Antonescu și-a urmat chemarea lăuntrică și a intrat frate la Mănăstirea Cernica. Pe 12 noiembrie 1808, tânărul Constantin este tuns călugăr sub numele de Calinic, iar după o lună este hirotonit ierodiacon la Biserica Sfântul Nicolae de la Cernica, de către cărturarul și mitropolitul  bulgar Sofronie al Vraței.

## Sfântul Calinic, stareț și episcop
În anul 1813, după ce epidemia de ciumă ucisese și mulți preoți, Calinic a fost hirotonit preot împotriva voinței sale și a devenit duhovnicul și marele ecleziarh al Mânăstirii Cernica. A servit ca duhovnic nu numai al călugărilor, dar și al celor din afara mânăstirii, chiar și al mitropolitului de la acea dată, Nectarie. În acel moment, Sfântul Calinic ajunsese cârmuitorul de facto al mânăstirii, deoarece starețul bătrân îi încredințase conducerea tuturor treburilor mânăstirii. În cursul anului 1817, a vizitat mânăstirile de la Muntele Athos, unde a cunoscut viața călugărilor și asprele lor rânduieli, rânduieli care aveau să fie aplicate peste ani la Schitul Frăsinei și cărora el s-a supus de bunăvoie toată viața.
Pe 14 decembrie 1818, la 11 ani de la intrarea la mânăstire, întreaga obște l-a ales stareț pe Calinic. De la început, noul stareț a încercat să impună ordine și disciplină duhovnicească, alcătuind regulamente scrise cuprinzătoare. S-a îngrijit de înființarea unei biblioteci care să cuprindă cele mai importante cărți de cultură teologică.
Sfântul Calinic a fost un neobosit organizator, constructor și restaurator de biserici. În mai puțin de doi ani a reușit să ducă la bun sfârșit lucrările de restaurare și de pictură ale bisericii cu hramul Sfântul Nicolae de pe ostrovul mare de la Cernica. Pentru calitățile sale, mitropolitul Dionisie Lupu l-a cinstit pe 9 aprilie 1820 pe starețul Calinic cu vrednicia de arhimandrit. Poate cea mai importantă ctitorie a sa a fost biserica cu hramul Sfântului Gheorghe-Purtătorul de Biruință, zidită între anii 1831-1832, și refăcută în anul 1838, în urma cutremurului de atunci. În 1846, neobositul stareț a început să construiască biserica Mânăstirii Pasărea, sfințită un an mai târziu. (Aici avea să-și găsească liniștea la bătrânețe mama sfântului, călugăriță la Mânăstirea Pasărea, sub numele Filofteia). Tot prin grija lui s-a ctitorit și Mânăstirea Ghighiu de lângă Ploiești. Starețul Calinic s-a remarcat nu numai ca un bun administrator, dar și ca un constructor talentat, el fiind cel care întocmea planurile bisericilor pe care le ctitorea.
Conform cu mărturiile contemporanilor, Sfântul Calinic fusese binecuvântat și cu darul dumnezeiesc al facerii de minuni: exorcizări, tămăduiri și altele.
Încă din 1834, domnitorul Alexandru Dimitrie Ghica l-a sfătuit pe Sfântul Calinic să accepte scaunul mitropolitan. În 1850, într-un moment în care toate cele patru scaune episcopale din Țara Românească erau vacante, domnitorul Barbu Știrbei, care avea o mare admirație pentru starețul mânăstirii ctitorite de strămoșul său, vornicul Cernica Știrbei, l-a convins pe Calinic să accepte scaunul episcopiei Râmnicului, acesta din urmă fiind ales în înalta funcție bisericească pe 15 septembrie și hirotonit arhiereu pe 26 octombrie 1850, la vârsta de 63 de ani. Înscăunarea sa s-a făcut la Craiova, deoarece reședința episcopală din Râmnic era distrusă de un incendiu. Imediat după înscăunare, noul episcop s-a preocupat de ridicarea unei noi catedrale după propriile planuri, cu pictura lui Gheorghe Tattarescu. Reședința episcopală a fost mutată la Râmnicu Vâlcea în 1854. Episcopul s-a preocupat de redeschiderea Seminarului, închis în timpul revoluției din 1848. Seminarul a fost redeschis mai întâi la Craiova (1851) după care a fost mutat la Râmnicu Vâlcea în 1854. Între 1859-1864 a refăcut și redeschis Schitul Frăsinei, construit în 1763, dar mai apoi părăsit. În 1863, episcopul Calinic a construit mânăstirii de la Frăsinei o biserică nouă, o clopotniță și noi chilii. La acest schit, Calinic a introdus rânduiala atonită și "blestemul" asupra hotarelor mânăstirești, prin care se interzicea intrarea oricărei părți femeiești (femei, păsări sau animale domestice). Pentru că în acea perioadă a intrat în vigoare "Legea secularizării averilor mânăstirești", episcopul Calinic a cerut domnitorului Alexandru Ioan Cuza ca schitului să i se permită să rămână cu toate bunurile, cerere aprobată de domn. Publică în anul 1859, pe cheltuiala sa, „Pravoslavnica mărturisire”, la Tipografia Națională a lui Iosif Romanov și Comp. din București.
Pentru nevoile bisericilor, Sfântul Calinic a înființat cu mijloace proprii tipografia "Kallinik Rîmnik" în 1861, cu bani împrumutați cum avea să mărturisească mai târziu. Aici aveau să vadă lumina tiparului importante cărți bisericești: colecția de Minee, Tipicul bisericesc, Manualul de pravilă bisericească, Evanghelia, Octoihul, Liturghierul, Acatistierul, Carte folositoare de suflet, Învățătură pentru duhovnici și Pravila mânăstirească, pravilă după care s-a condus obștea mânăstirii Cernica și a mânăstirii de la Frăsinei. Prin înființarea acestei tipografii, Sfântul Calinic a continuat opera culturală și artistică a înaintașilor săi, episcopii Antim Ivireanul, Damaschin, Climent, Chesarie și Filaret. Cu un an înainte de moarte, Calinic a donat tipografia cu tot inventarul și cu cărțile aflate în depozit orașului, punând însă condiția ca jumătate din veniturile viitoare să fie folosite pentru întreținerea schitului Frăsinei, iar jumătate pentru întreținerea școlilor din oraș, a elevilor săraci și a Seminarului.
Episcopul Calinic a fost și un însuflețit patriot. În calitatea sa de episcop, Calinic a participat la Adunările obștești ale țării și a fost deputat în Divanul ad-hoc, care a pregătit Unirea Principatelor

## Ultimii ani de viață
Bătrânețea și boala l-au determinat pe Sfântul Calinic să-și scrie testamentul (diata) pe 18 septembrie 1857. Pe 24 mai 1867, fără să aibă aprobarea oficială a guvernului, Calinic s-a retras la Mânăstirea Cernica. Din respect pentru marile sale realizări, lui Calinic nu i s-a retras titulatura, rămânând până la sfârșitul vieții episcop titular al Râmnicului. A murit pe 11 aprilie 1868. A fost înmormântat două zile mai târziu în tinda ctitoriei sale, biserica Sfântul Gheorghe, în prezența mitropolitului primat al României, Nifon, și a unui numeros public.
Pentru curăția vieții sale, Sfântul Sinod al Bisericii Ortodoxe Române a hotărât ca să fie trecut în rândurile sfinților. Festivitățile proclamării solemne a canonizării au avut loc la Mânăstirea Cernica în zilele de 21 și 23 octombrie 1955. Prăznuirea a fost fixată la data trecerii sale către Domnul, 11 aprilie, iar tot atunci au fost alcătuite și slujbele de pomenire ale Sfântului, precum și viața sa și felul zugrăvirii chipului său.
Despre Sfântul Calinic de la Cernica, marele istoric Nicolae Iorga spunea: "Trăind în sfințenia muncii și a înfrânării, era socotit ca sfânt de credincioșii din eparhie și părerile de rău ale tuturora se îndreptară mult timp către mormântul lui, pe care-l voise la Cernica, locul lui de învățătură și de pregătire duhovnicească, unde se retrăsese. Trăind până departe, în timpuri noi, pe care el nu le mai înțelegea, nici pentru a le combate, precum ar fi fost datoria sa, cruțat de dânsele, venerat pentru o vârstă ca a sa și pentru o astfel de viață, chiar și de cei mai antireligioși din noul curent apusean, care stăpânea statul cel nou, el încheie cu vrednicie șirul curaților călugări fără arginți, al ctitorilor de cărți și de clădiri de închinare, al sufletelor de arhierei cari o clipă nu și-au închipuit că fapta sau gândul lor scapă de sub ochiul privighetor al lui Dumnezeu" .

## Canonizarea
Sfântul Sinod al Bisericii Ortodoxe Române, întrunit pe data de 28 februarie 1950, a hotărât ca episcopul Calinic să fie trecut în rândul sfinților, cu data de prăznuire la 11 aprilie. Proclamarea oficială a canonizării a avut loc la 21 octombrie 1955.